# NSU Motorenwerke
NSU Motorenwerke AG (сокращённая аббревиатура NSU) — немецкая компания, основанная в 1873 году, выпускающая автомобили и мотоциклы. В 1969 году была приобретена концерном Volkswagen Group. Была самым крупным производителем мотоциклов. Позже была объединена владельцем с компанией Auto Union, которая, через некоторое время, уже вошла в Audi AG.

## История
Логотип
Фирма начала своё существование в 1873 году с производства вязальных машин. Изначально она располагалась в городе Ридлинген, в 1884 производство было перенесено в Неккарзульм. Вскоре было освоено производство велосипедов, а с 1892 года они стали единственной продукцией компании, которая в это время получила своё название — NSU, от названий рек Неккар и Зульм.
В самом начале двадцатого века фирма выпустила первый мотоцикл, а в 1905 на филиале в городе Хайльбронн был собран первый автомобиль NSU. В 1932 году производство автомобилей было продано итальянской фирме FIAT.
Во время Второй мировой войны NSU разработала и наладила выпуск оригинального мотоцикла-вездехода «Kettenkrad», который нёс внутрифирменное обозначение NSU HK101.
После войны фирма продолжила выпуск довоенных моделей мотоциклов — такие модели, как Quick, OSL и Konsul, а также гражданской версии «Кеттенкрада» HK101.
Первой послевоенной разработкой стала модель NSU Fox (1949), с двух- или четырёхтактным двигателем, на выбор. В 1953 году появился знаменитый мотоцикл NSU Max с 250-кубовым двигателем оригинальной конструкции.
В 1955 году фирма уже стала самым крупным производителем мотоциклов в мире, а её мотоциклы поставили четыре мировых рекорда скорости — в 1951, 1953, 1954 и 1955 годах. В августе 1956 года мотоцикл NSU, управляемый Вильгельмом Герцем, впервые превысил скорость в 200 миль в час (более 320 км/ч) на соляном озере Бонневиль в штате Юта, США.
Помимо выпуска мотоциклов, в 1957 году фирма выпустила свой первый со времён продажи филиала в Хайльбронне «Фиату» автомобиль. Это была заднемоторная микролитражка NSU Prinz с 600-кубовым, 20-сильным двигателем на базе мотоциклетного NSU Max. Маленькие дешёвые автомобили пользовались в те годы большим спросом по всей Европе, и Prinz не стал исключением. В последующие годы производство автомобилей стало постепенно вытеснять мотоциклетное, пока производство мототехники не прекратилось в 1968 году.
В 1964 году NSU запустила в серию первый в мире автомобиль с роторным двигателем Ванкеля — NSU Spider. Продолжался выпуск и моделей с традиционными двигателями, в том числе — нового Prinz 1000 и его модификаций вроде TT, TT/S.
В 1965 году фирма выпустила свой первый автомобиль «семейного» класса Typ 110 (позднее обозначался 1200SC) с более вместительным салоном. Это была последняя модель марки NSU с поршневым двигателем — четырёхтактным, четырёхцилиндровым, воздушного охлаждения.
В 1967 году была запущена уникальная модель NSU Ro 80 с двухроторным двигателем Ванкеля мощностью 115 л. с. Это был крупный успех с точки зрения технологии, Ro 80 завоевала множество наград включая титул «Автомобиль 1968 года в Европе». Однако, продавалась машина плохо. Кроме того, ресурс роторных двигателей оказался очень невелик — большинство изнашивалось уже к 50 тысячам километров пробега, что сильно повредило репутации и модели, и марки в целом.
Оставаясь в целом достаточно небольшой компанией, NSU потратила на разработку роторных двигателей очень большое количество средств. Коммерческий неуспех означал для фирмы крах.
В 1969 году компания была выкуплена Volkswagen Group и объединена с также принадлежащей «Фольксвагену» бывшей DKW. Вместе они получили название Audi NSU Auto-Union A.G. Их совместная продукция имела марку Audi, но производство собственных моделей NSU продолжалось параллельно — заднемоторные Prinz IV, 1000 и 1200 выпускались до 1973 года, а Ro 80 — до 1977. После 1977 года бренд NSU ни разу не использовался.
Завод в Неккарзульме выпускал модели Audi 100 и Audi 200, собирал разработанные совместно VW и Porsche автомобили Porsche 924 и Porsche 944. В наши дни там производятся модели Audi высшей ценовой категории — Audi A6, Audi A8, Audi R8.
Именно в Неккарзульме были разработаны и производятся подразделением «Aluminium- und Leichtbauzentrum» алюминиевые корпуса автомобилей «Ауди». Там же расположен музей «Deutsches Zweirad- und NSU-Museum», в котором выставлены в том числе и модели NSU.
На данный момент под кодом NSU размещены акции компании Audi на Франкфуртской фондовой бирже.

## Послевоенные автомобили NSU
- NSU Prinz I, II, 30 и III (1957—1962)
- NSU Sport Prinz (1959—1967)
- NSU Prinz 4, 4L (1961—1972)
- NSU Prinz 1000, NSU 1000 (1964—1972)
- NSU 1000 TT, NSU TT[нем.], NSU TTS (1965—1972)
- NSU Typ 110, NSU 1200 (1965—1972)
- NSU Spider (1964—1967)
- NSU Ro 80 (1967—1977)
- NSU K70, в серию пошёл как Volkswagen K70 (1970—1975)

Галерея

## Мотоциклы NSU
- NSU

Галерея